# Сацункевич, Андрей Анатольевич
Андрей Анатольевич Сацункевич (бел. Андрэй Анатольевіч Сацункевіч; род. 18 марта 1966, Минск) — советский и белорусский футболист, вратарь. Мастер спорта.
Воспитанник минской СДЮШОР-5. 1 июня 1986 года дебютировал в «Динамо» Минск — в матче 1/16 Кубка СССР против «Котайка» (4:1) вышел на замену после первого тайма при счёте 4:0. В 1994 году перешёл в московское «Торпедо», но играл только за дублирующую команду в третьей лиге. Сезоны 1995—1997 провёл в нижегородском «Локомотиве», затем вернулся в Беларусь, где до 2002 года с играл за «Динамо».
В 1993—1999 годах провёл 18 игр за сборную Беларуси.
С 2003 года работает тренером вратарей, с 2008 — в сборной Беларуси.

## Достижения
- Финалист Кубка СССР: 1986/87
- В списке 22 лучших игроков сезона 1998 года Чемпионата Беларуси[5].